# Linnansaari (ö i Lappland)
Linnansaari är en ö i Finland. Den ligger i vattendraget Ounasjoki, i kommunen Rovaniemi. Den ligger i norra delen av landet, 700 km norr om huvudstaden Helsingfors. Öns area är 0,1 hektar och dess största längd är 50 meter i sydöst-nordvästlig riktning.